# Татяна Захова
Татяна Митковна Захова е българска актриса. Активно се занимава с озвучаване на филми, сериали и реклами.

## Ранен живот
Татяна Митковна Тодорова е родена на 29 януари 1972 г. в Лвов. Дъщеря е на заместник-министъра на културата и бивш директор на театър „Българска армия“ Митко Тодоров. Татяна е правнучка на руската поетеса Марина Цветаева.
През 1990 г. завършва 125-о СОУ „Иван Пашов“, което по-късно е преименувано на „Проф. Боян Пенев“.
Подготвена е за приемните си изпити във ВИТИЗ от Васил Михайлов, който ѝ казва „Моето момиче, наясно ли си, че курва, манекенка и актриса, е горе-долу едно и също?!“. Захова смята, 
че се е опитвал да я убеди да не става актриса.
През 1995 г. завършва актьорско майсторство за драматичен театър в НАТФИЗ „Кръстьо Сарафов“ в класа на професор Елена Баева и асистент Атанас Атанасов.

## Актьорска кариера
От 1998 г. е актриса в театър „Възраждане“ и има около тридесет роли. Някои от пиесите, в които участва, са „Стела“ от Гьоте на режисьора Николай Поляков, „Не те познавам
вече“ от Алдо де Бенедети с режисьор Роберт Янакиев, „Капан за мишки“ от Агата Кристи под режисурата на Бина Харалампиева и „Бабината питка“ от Васил Мирчовски на режисьора Георги Георгиев.
През април 2017 г. от пиесите с нейно участие, изброени на профила ѝ на сайта theatre.art.bg, единствено „Квартет за двама“ все още се играе.

## Кариера на озвучаваща актриса
Захова започва да се занимава с озвучаване на реклами, филми и сериали през 1995 г. Първият сериал, за който дава гласа си, е „Недосегаемите“ за БНТ. Участва и в радиозаписи за БНР, измежду които компилацията „Ще ти разкажа приказка“ през 2012 г.
През 2009 г. е номинирана за наградата „Икар“ в категория „най-добър дублаж“ (тогава наричана „Златен глас“) за дублажа на „Едно момиче в Аляска“, заедно със Симеон Владов за „Гордост“ и Елена Русалиева за „Грозната Бети“. Печели Симеон Владов.
През 2017 г. получава наградата в категорията „Актриса“ за ролята на Джил Каргман в дублажа на „Майка бунтар“, за която е номинирана с Даниела Йорданова за Ейлюл и Бахар в „Прости ми“ и Милица Гладнишка за Тюлип в „Щъркели“.
Измежду актрисите, които е озвучила, са Кортни Кокс, Глен Клоуз, Барбра Стрейзънд, Упи Голдбърг, Мерил Стрийп и Шарлиз Терон. Участва в дублажите на филми като „Пътят към Рая“, „Далеч от Африка“, „Запознай се с нашите“ и „Запознай ме с вашите“, „Бащата на булката“ и неговото продължение, както и в сериалите „Спаси ме“, „Отчаяни съпруги“, „Бягство от затвора“, „Герои“ и „1001 нощ“.
Често работи с актьорите Таня Димитрова и Илиян Пенев.
| Актриса          | Заглавия | Роли                                                                       |
| ---------------- | --- | -------------------------------------------------------------------------- |
| Ана Кендрик      | Вдън горите (втори дублаж на студио Доли) Любовен живот Алис, скъпа | Пепеляшка Дарби Картър Алис                                                |
| Ана Фарис        | Внедрени в час 2 (дублаж на студио VMS) Често задавани въпроси за пътуването във времетo                                                                                  | Ана Каси                                                                   |
| Анджела Лансбъри | Убийство по сценарий (в един епизод) Убийство по сценарий: Келтска загадка                                                                                                | Джесика Флечър                                                             |
| Анджелина Джоли  | Единственият и неповторим Айвън Двете страни на чудесата | Стела Роуз Литълтън                                                        |
| Барбра Страйсънд | Огледалото е с две лица (дублаж на БНТ) Запознай ме с вашите (дублаж на Арс Диджитал Студио)                                                                              | Роуз Морган Розалинд „Роз“ Еблю                                            |
| Бернадет Питърс  | Легендата за Оз: Завръщането на Дороти (дублаж на Медиа Линк) Добрата борба                                                                                               | Глинда Ленор Риндел                                                        |
| Вайола Дейвис    | Травълър Истинска измама (дублаж на Андарта Студио) Ужасно силно и адски близо                                                                                            | Агент Джен Марлоу Директор Изабел Джордж Аби Блек                          |
| Глен Клоуз       | В откъса от Фатално привличане в Дневникът на Бриджит Джоунс (дублаж на Медиа Линк) Пътят към Рая Лабиринти Пич, къде е баща ти?                                          | Александра „Алекс“ Форест Ейдриън Парджитър Д-р Илейн Кийнър Хелън Бакстър |
| Деби Мейзар      | Сам вкъщи 5: Коледен обир (дублаж на Медиа Линк) Бродуейска терапия | Джесика Вики                                                               |
| Дженифър Анистън | Приятели (дублаж на студио Доли) Семейство Милър Бродуейска терапия Приятели: Отново заедно                                                                               | Рейчъл Грийн Сара „Роуз“ О'Райли Джейн Клеърмонт Себе си                   |
| Ема Томпсън      | Баща ми е върхът Бавачката Макфий (дублаж на Арс Диджитал Студио) | Изабел Бавачката Макфий                                                    |
| Кейт Бланшет     | В неизвестност Морски живот със Стив Зису Елизабет: Златният век (дублаж на Медиа Линк)                                                                                   | Магдалена „Маги“ Гилксън Джейн Уинслет-Ричардсън Елизабет I                |
| Кортни Кокс      | До утрото на новата ни среща Скандално Агнешко (в шести сезон) | Мари-Фредерик „Фреди“ дьо Лансел Лусил „Луси“ Спилър Джулс Коб             |
| Криста Алън      | Спасители на плажа (дублаж на студио VMS) Фреди Възприятие 911 | Джена Ейвид Кейтлин Алисън Банистър Мийган                                 |
| Куин Латифа      | Салон за красота Внедрени в час 2 (дублаж на студио VMS) Стар Закрилникът                                                                                                 | Джина Норис Г-жа Диксън Карлота Браун Робин Маккол                         |
| Луси Лиу         | Разплата (дублаж на студио VMS) Защо жените убиват | Пърл Симон Гроув                                                           |
| Мерил Стрийп     | Манхатън Изобилие Далеч от Африка (дублаж на Арс Диджитал Студио) Преди и след това (втори дублаж) Вдън горите (втори дублаж на студио Доли)                              | Джил Сюзън Трахърн Карън Бликсен Д-р Каролин Райън Вещицата                |
| Салма Хайек      | След залеза (дублаж на Арс Диджитал Студио) Котаракът в чизми (дублаж на студио Доли) Бодигард на убийцата                                                                | Лола Сирийо Кити Соня Кинкейд                                              |
| Сигорни Уивър    | Пришълецът Галактическа мисия Аватар (дублаж на Медиа Линк) | Елън Рипли Гуен Демарко/Лейтенант Тоуни Мадисън Д-р Грейс Огъстин          |
| Скарлет Йохансон | Идеалният резултат Той не си пада по теб | Франческа Къртис Ана Маркс                                                 |
| Сюзън Сарандън   | Вещиците от Истуик Клиентът (дублаж на студио Доли) Спасете ме (дублаж на Арс Диджитал Студио) Доносник (дублаж на Медиа Линк) Тежка сватба (дублаж на Саунд Сити Студио) | Джейн Спофърд Реджи Лав Алиша Джоан Кийгън Биби Макбрайд                   |
| Рейчъл Вайс      | Мумията (дублаж на студио Доли) Мумията се завръща (дублаж на студио Доли) Враг пред портата                                                                              | Евелин „Иви“ Карнахан Таня Чернова                                         |
| Ума Търман       | Приключенията на Барон Мюнхаузен (дублаж на Арс Диджитал Студио) Криминале Гатака Вател Британците идват Стая за убиване                                                  | Венера/Роуз Миа Уолъс Айрийн Касини Ан дьо Монтосие Хариет Фокс Патрис     |
| Упи Голдбърг     | Капитан Планета (дублаж на Арс Диджитал Студио) Съдружникът (дублаж на Арс Диджитал Студио) Приключенията на Роки и Булуинкъл (дублаж на Арс Диджитал Студио)             | Гая Лоръл Ейрис/Робърт Къти Съдия Камео                                    |
| Шарлиз Терон     | Месец любов (дублаж на студио Доли) Снежанка и ловецът (дублаж на Доли Медия Студио) Семейство Адамс Семейство Адамс 2                                                    | Сара Дийвър Кралица Равена Мортиша Адамс                                   |

## Други дейности
От 1999 до 2005 г. е асистент по Актьорско майсторство за Драматичен театър в НАТФИЗ, а от 2001 до 2006 г. в Театрален колеж „Любен Гройс“.
През 2010 г. става директор на театър „Възраждане“ и заема тази длъжност до 2013 г.
През 2016 г. Захова е член на управителния съвет на ГАРД, но по-късно бива сменена от Христина Ибришимова.

## Театрални роли
- „Квартет за двама“ (Анатолий Крим) (2010 - понастоящем)[12]

## Личен живот
Има една дъщеря от брака си с покойния актьор Пламен Захов, родена през 1995 г. През 2013 г. Захова се омъжва повторно.